# Lemniskata Gerona

Lemniskata Gerona

Lemniskata Gerona – krzywa płaska stopnia czwartego. Wyrażona wzorem:
{\displaystyle x^{4}-x^{2}+y^{2}=0.}
Jej analizą zajmował się Camille-Christophe Gerono.
Krzywa ta może zostać sparametryzowana na kilka sposobów, np. przez funkcje wymierne postaci:
{\displaystyle x={\frac {t^{2}-1}{t^{2}+1}},}
{\displaystyle y={\frac {2t(t^{2}-1)}{(t^{2}+1)^{2}}}.}
Albo z wykorzystaniem funkcji trygonometrycznych:
{\displaystyle x=\cos \varphi ,}
{\displaystyle y=\sin \varphi \,\cos \varphi ={\frac {\sin(2\varphi )}{2}},}
co pokazuje, że lemniskata Gerona jest szczególnym przypadkiem krzywych Lissajous.
Lemniskata Gerona posiada jeden punkt osobliwy – węzeł w {\displaystyle (0|0).}